# Nimbin
Nimbin – miasto w Australii, w stanie Nowa Południowa Walia.